# Chilenische Küche
Die chilenische Küche ist die Küche des südamerikanischen Staates Chile. Wie viele südamerikanische Landesküchen basiert sie auf europäischen, insbesondere spanischen, sowie indigenen Einflüssen. Der Übergang zu den Landesküchen der benachbarten Staaten Argentinien, Bolivien und Peru ist fließend. Chile ist ein bekannter Weinproduzent.

## Einflüsse
Die heutige chilenische Küche wurde maßgeblich durch drei Einflüsse geprägt: Die Küche der indigenen Ureinwohner, die Küche der spanischen Eroberer und die Küchen europäischer Zuwanderer, die ab Ende des 19. Jahrhunderts in signifikanter Zahl nach Chile migrierten. Hierbei ist vor allem der Einfluss der französischen Küche maßgeblich, insbesondere in Südchile finden sich aber auch deutsche Einflüsse.

### Indigene Ureinwohner
Vor der Eroberung durch die Spanier lebten auf dem Gebiet des heutigen Chile zahlreiche Ethnien, darunter die Volksgruppe der Mapuche, die das heutige Zentralchile dominierte. Ab Ende des 15. Jahrhunderts eroberten die Inka das Gebiet des heutigen Nordchile und assimilierten die dort lebenden Aymaras, scheiterten beim weiteren Vormarsch aber am Widerstand der Mapuche. Auf die Inka geht das Garen mit Hilfe heißer Steine zurück, das heute noch insbesondere im ruralen Raum Chiles praktiziert wird.
Die indigenen Ethnien bauten Bohnen, Chilis, Kartoffeln, Kürbis und Mais an und verarbeiteten Meeresfrüchte sowie Algen. Die Aymaras kannten bereits 230 Kartoffelsorten. Die Mapuche kannten kein Getreide, bauten aber das Pseudogetreide Quinoa an und gewannen aus den Samen der Bäume Prosopis chilensis und Chilenische Araukarie Mehl, das zu Brot verarbeitet wurde. Öl zum Kochen und Braten wurde aus den Samen der Korbblütlerart Madia sativa gewonnen. Zu den Getränken der Ureinwohner zählten unter anderem Mate-Tee und Kakao (der kalt getrunken wurde und in der Regel ungesüßt war).

### Spanier
Diego de Almagro betrat das Gebiet des heutigen Chile 1537 erstmals, erhob aber keinen Anspruch darauf. Das änderte sich 1540, als Pedro de Valdivia von Peru aus in das Gebiet eindrang, es für Spanien in Besitz nahm und im Februar 1541 das heutige Santiago de Chile gründete. Die Küche der frühen spanischen Siedler war durch Mangel geprägt. Von de Valdivia sind Briefe an die spanische Krone überliefert, in denen er die Ernährung seiner Soldaten zu dieser Zeit beschreibt: Weizen- und Gerstenbrei, Zwiebeln, Hülsenfrüchte und Mais. Fleisch gab es selten, und mangels Alternativen kamen auch Hunde, Ratten und Otter auf den Tisch.
Die Spanier brachten ab etwa 1550 Haushühner, Rinder, Schafe und Schweine nach Chile und führten den Anbau von Oliven, Wein und Weizen ein. Der großflächige Anbau von Weizen gelang erst im 17. Jahrhundert, verbreitete sich dann aber im Rahmen des Baus von wasserbetriebenen Mühlen rasch. Der Anbau von Mais, Bohnen, Kartoffeln und Kürbis wurde von den Kolonialherren übernommen, so dass keine Marginalisierung dieser Lebensmittel erfolgte. Die Verwendung von Chilis war für die Spanier zunächst ungewohnt, setzte sich aber durch. Während der gesamten Kolonialzeit gab es einen kulturellen Austausch mit umliegenden Regionen. Aus Peru importierte Chile unter anderem die Herstellung und Verwendung von Charqui und Honig.
Im 17. Jahrhundert hatten sich die Verhältnisse in der Kolonie soweit gefestigt, dass auch spanische Frauen in größerer Zahl nach Chile übersiedelten und der dortigen Küche neue Impulse gaben. Spanische Nonnen brachten Rezepte für Desserts wie Meringue, Pudding oder in Sirup frittiertes Gebäck nach Chile. Zu dieser Zeit wurden Truthähne, Melonen, Äpfel und Pfirsiche in die Landesküche eingeführt. Umgekehrt übernahmen die Kolonialherren von den Einheimischen den Konsum von Mate-Tee, und in Adelskreisen kam Kakao als Getränk in Mode.
Im 18. Jahrhundert entstanden aus spanischen Traditionen und einheimischen Zutaten erste Gerichte der modernen chilenischen Küche wie Pavo mechado (gebratener Truthahn mit Apfelfüllung) oder Lechoncitos en cuna de arrayán florido (Ferkel auf einem Bett aus Myrtenblüten) oder die Torta de Combarbalá (eine Torte, für die angeblich 100 Eier verwendet wurden).

### Europäische Zuwanderer
Deutsche Einwanderer führten ab dem 19. Jahrhundert Würste und diverse Backwaren in Chile ein und machten die Verwendung von Schweinefleisch populär. Auch zahlreiche Desserts wie Torten, Käsekuchen oder Fruchtbrote gehen auf deutsche Einwanderer zurück. Gegen Ende des 19. Jahrhunderts begann die französische Küche Einfluss auf die chilenische Küche zu nehmen, primär durch französische Köche, die durch den reichen chilenischen Adel „importiert“ wurden. Diese eröffneten nach und nach eigene Restaurants, und Einflüsse der französischen Küche sind bis heute zumindest im urbanen Raum deutlich spürbar. Wie im benachbarten Argentinien spielen auch zahlreiche italienische Einwanderer des 19. und 20. Jahrhunderts eine Rolle für die Ausprägung der heutigen chilenischen Küche. Die chilenische Teekultur wurde von britischen Einwanderern im Rest der chilenischen Gesellschaft populär gemacht und ist eines der am meisten konsumierten Heißgetränke des Landes.

## Regionen
Während es durchaus Gerichte gibt, die in ganz Chile verbreitet sind und als typisch für die Landesküche angesehen werden können, wird Chile im Allgemeinen in kulinarische Regionen mit historischen, geographischen und kulturellen Besonderheiten unterteilt. David Barraza Romero, Dekan des Gastronomieinstituts des chilenischen Bildungsträgers Iplacex, unterteilt Chile dabei grob in drei Regionen: Den indigen geprägten Norden, den Süden mit einer ausgeprägten Mischung aus europäischen und indigenen Kochtraditionen und die multikulturell geprägte Region Santiago.
Typisch für die nordchilenische Küche ist die Verwendung von Pflanzenknollen wie die des Knolligen Sauerklees oder des Olluco. Lama und Alpaca sind gängige Fleischlieferanten.
Zentralchile weist gegenüber den beiden anderen Regionen größere Einflüsse europäischer Küchen auf, insbesondere der der Einwanderer des 19. und 20. Jahrhunderts. Auch spielen Viehzucht und Landwirtschaft eine größere Rolle.
In der südchilenischen Küche ist das Erbe der Mapuche-Kultur noch lebendig. Eine recht eigenständige Küche hat sich außerdem im Chiloé-Archipel etabliert. Der Einfluss deutschstämmiger Siedler ist in Südchile am stärksten. Fischfang und das Sammeln von Meeresfrüchten spielt an der durch unzählige Inseln geprägten Küstenlinie Südchiles eine größere Rolle als im Rest des Landes. Algen werden als Füllung für Teigtaschen oder als Einlage für Suppen und Eintöpfe genutzt. Bekannte Produkte aus Südchile sind das Merkén-Gewürzsalz und die bläulichen Eier des Araucana-Huhns.

## Lebensmittel und Zutaten
Die wichtigsten Grundzutaten für die chilenische Küche sind Mais, Tomaten, Kürbis, Hülsenfrüchte, Chilis, Reis und Brot. Mais wird im Handel oft in Form von chuchoca angeboten: Gekocht, gemahlen und anschließend getrocknet. Der aus diesem Mehl hergestellte Brei erinnert an Polenta. Die verbreitetsten Hülsenfrüchte sind weiße Bohnen, Borlottibohnen, Linsen und Kichererbsen. Chilis werden zu einer Vielzahl von Saucen verarbeitet, die als Würzsaucen auf dem Tisch stehen, als Dips zu Frittiertem gereicht werden oder als Aufstrich für Sandwiches dienen. Brot gehört zu jedem Essen und kommt je nach Anlass und Region in unterschiedlichen Formen daher, basiert jedoch in der Regel auf Weizenmehl. 
Bedingt durch die lange Küstenlinie (Chile hat eine Nord-Süd-Ausdehnung von ca. 4300 km) spielen Fisch und Meeresfrüchte aus dem Pazifischen Ozean eine große Rolle in der Küche des Landes. Vor der Küste des südlichen Chile wird die centolla gefangen, eine Königskrabbe (Lithodes santolla), deren Carapax fast 20 cm Durchmesser erreichen kann. Ähnlich groß wird die choro zapato (Choromytilus chorus), eine bis zu 20 cm lange Miesmuschel. Ein primär in Chile verwendetes Lebensmittel ist cochayuyo, eine Braunalge, deren Wurzeln für Salate und deren Blätter für Eintöpfe und Pasteten verwendet werden. Auch Grünalgen der Gattung Ulva werden gegessen. Schon die küstenbewohnenden Mapuche verwendeten Seeigel für ihren Speiseplan. Auch die den Seeohren ähnliche Schneckenart Concholepas concholepas hat einen festen Platz auf der Speisekarte, ebenso wie machas (Mesodesma donacium), Muscheln der Gattung Venerida, die in Chile endemisch sind. Im Pazifik befischt werden unter anderem der Grenadierfisch, die reineta (Brama australis), Seehechte und Snooks. Forellen sind ein beliebter Süßwasserfisch.
Auf den weiten Ebenen in Patagonien und der Región de los Lagos im Süden des Landes wird extensiv Viehwirtschaft betrieben. Diese führte über Jahrhunderte dazu, dass zum Kochen an Stelle von Öl Rinderfett verwendet wurde, obwohl Olivenbäume in Chile schon Mitte des 16. Jahrhunderts erfolgreich angepflanzt wurden. Weinbau spielt im Land eine ökonomisch bedeutende Rolle und schlägt sich auch in der Verwendung von Wein als Getränk und Kochzutat nieder.
Zu den Früchten, die in Chile schon in vorkolonialen Zeiten eine Rolle spielten, gehören die Cherimoya, die Chilenische Guave, die Lúcuma, die Maquibeere und Peumos (Cryptocarya alba). Als Gewürze verwendet werden unter anderem die Früchte des Pfefferbaums.

## Esskultur
Die Esskultur der frühen Kolonialisten entsprach der der spanischen Heimat: Das Messer war ein Werkzeug zum Vorschneiden, gegessen wurde mit Löffeln oder drei Fingern zumeist aus Schüsseln. Als Bestandteil des Bestecks kam das Messer im 16. Jahrhundert in Mode. In Europa kamen ab dem späten 16. Jahrhundert Gabeln in Gebrauch, entsprechend später wurden sie in den entlegenen Kolonien eingesetzt. Individuelles Geschirr kam im 18. Jahrhundert in Frankreich und entsprechend um einiges später in der spanischen Kolonie Chile auf.
Das Frühstück hat heute wie in diversen süd- und mittelamerikanischen Ländern keine große Bedeutung: Traditionell wird etwas Toast mit Kaffee oder Tee eingenommen. Mittag- und Abendessen bilden die Hauptmahlzeiten, wobei im ländlichen Raum dem Mittagessen die größere Bedeutung zukommt, im urbanen Raum hingegen dem Abendessen. Traditionell wird zum Mittagessen Wein getrunken und anschließend ein Mittagsschlaf gehalten, was im modernen urbanen Leben aber nicht mehr realisierbar ist. Nachmittags kann eine Zwischenmahlzeit (onces) mit Tee, Kaffee und herzhaften Kleinigkeiten erfolgen.
Bei Einheimischen beliebt sind zwei günstige Typen von Esslokalen: Die Picada (picado bedeutet unter anderem löchrig oder mottenzerfressen) ist ein Restaurant mit großen Portionen eher einfachen Essens, während die Fuente de Soda (Sodabrunnen) ein an US-amerikanische Diners angelehntes Fast-Food-Lokal ist. Wie auch ihre argentinischen Nachbarn treffen sich Chilenen gern zum Asado, zum Grillen, wobei Zubereitung und Geselligkeit ebenso im Fokus stehen wie das eigentliche Essen. Insbesondere im ländlichen Raum sind die Grills recht rustikal, teilweise werden einfach Metallgitter über ein Holzfeuer montiert. Ein weiteres geselliges Essen ist das Curanto: In einem Erdloch werden glühend heiße Steine, Blätter und Algen geschichtet und darauf Muscheln gekocht. Im modernen Chile gilt Curanto als Festtagsessen und enthält zusätzlich Fisch und Fleisch.

## Gerichte

### Frühstück
Marmelade ist in Chile gängig. Neben international bekannten Geschmacksrichtungen gibt es in Chile auch Feigenblatt-Kürbis-Marmelade.

### Suppen und Eintöpfe
Caldillo de congrio ist ein Fischeintopf auf Basis von Bartmännchen, dem der chilenische Dichter Pablo Neruda ein Gedicht (Oda al Caldillo de Congrio) widmete. Alternativ wird das Gericht mit Conger-Aalen zubereitet. Cazuela de Vacuno ist ein herzhafter Hausmannskost-Eintopf mit Rindfleisch, Kartoffeln und diversen Gemüsen, der typisch für Zentralchile ist. Chairo ist ein traditioneller Eintopf der nordchilenischen Küche, der Rindfleisch, Chuño, Gemüse und Kräuter enthält und heutzutage an Bedeutung verloren hat. Pastel de choclo ist ein Auflauf mit Rindfleisch, Maispaste und diversen Gemüsen. Porotos granados ist ein Eintopf aus weißen Bohnen, Mais, Kürbis und Basilikum. Tomaticán ist ein im ländlichen Chile populärer Eintopf aus Fleisch, Tomaten, Zwiebeln und Mais.

### Hauptgerichte
Arrollado de Huaso ist eine Art Roulade aus mariniertem Rindfleisch, das mit hartgekochtem Ei, Möhren und Paprika eingerollt wird. In dünne Scheiben geschnitten wird das Gericht auch als Vorspeise oder Sandwichbelag verwendet. Lomo a lo pobre ist ein Rinderfilet mit Pommes frites und Spiegelei; das Gericht ist auch in Peru populär.
Fisch und Meeresfrüchte nehmen einen signifikanten Platz in der chilenischen Küche ein. Spezialitäten in diesem Bereich sind Centolla (eine Art der Königskrabbe, die an den Küsten in Südchile gefangen wird), Concholepas concholepas (eine Stachelschneckenart), das seit den 1950er-Jahren nachweisbare Muschelgericht Machas a la parmesana oder Piure, ein Manteltier mit dem lateinischen Namen Pyura chilensis.

### Beilagen und Saucen
Arroz graneado ist eine sehr einfache Beilage aus mit Knoblauch und etwas Öl gekochtem Reis, wobei Reis mit möglichst geringem Amylopektin-Gehalt verwendet wird und optional Gemüse wie Karotten, Paprika oder Zwiebeln hinzugegeben werden. Eine beliebte Beilage sind halbierte und mit einer aus verschiedensten Zutaten bestehenden Creme gefüllte Avocados. Ensalada chilena ist ein ebenso einfacher wie verbreiteter Salat aus Tomaten, Zwiebeln, Olivenöl und Koriander. Pebre ist eine stückige Würzsauce aus Aji-Chilis, Knoblauch, Koriander, Öl, Zwiebeln und meist auch Tomaten, die dem mexikanischen Pico de gallo ähnelt und die zu einer Vielzahl von Gerichten gereicht wird. Eine einfachere Würzsauce ist pil-pil aus Chilis, Knoblauch und Olivenöl. Trucha ahumada, geräucherte Forelle mit Pfefferkörnern in Öl, ist mit Brot, Oliven und/oder Käse serviert eine gängige Vorspeise, wird aber püriert und mit Zitronensaft und Mayonnaise vermengt als Füllung für Avocados verwendet.

### Imbissgerichte
Anticuchos sind Fleischspieße, die auch in den umliegenden Ländern populär sind. Sie bestehen traditionell aus minderwertigem Fleisch wie Rinderherzen oder Rinderleber, heutzutage aber meist aus „regulären“ Fleischstücken, und werden um Zwiebeln, Paprika und Stücke von Würstchen ergänzt. Chochoca ist ein aus dem südchilenischen Chiloé-Archipel stammendes Gericht, bei dem ein Teig aus Kartoffeln und Mehl um eine Art sehr langes Nudelholz gewickelt, über offener Flamme gegrillt und vor dem Verzehr oft noch mit Schweineschwarte gefüllt wird. Der Completo ist die überall verbreitete chilenische Variante des Hot Dogs. Klassische Zutaten nebst Brötchen und Würstchen sind gehackte Tomaten, Avocadopüree, Sauerkraut und Mayonnaise, es sind aber auch Variationen mit abweichenden Namen gängig, zum Beispiel der Completo Italiano ohne Sauerkraut. Die in Lateinamerika allgegenwärtigen Empanadas sind auch in Chile populär und werden entweder frittiert oder im Ofen gebacken. Eine Besonderheit sind Empanadas mil hojas, deren Hüllen aus Blätterteig bestehen, und El pequén, hauptsächlich mit Zwiebeln gefüllte Empanadas, die im südchilenischen Lota von Bergarbeitern aus finanzieller Not „erfunden“ wurden. Humitas sind den Tamales ähnliche Snacks aus Maisteig mit Zwiebeln und Basilikum, die in Maisblätter gehüllt gebacken oder gekocht werden. Humitas sind für Chile in ihrer jetzigen Form bereits für die frühe Kolonialzeit nachweisbar. Prietas sind Blutwürste, die neben Rinderblut und Zwiebeln auch Reis enthalten. Sandwiches sind allgegenwärtig und werden mit einer Vielzahl unterschiedlicher Beläge angeboten. Oft werden sie in marraquetas serviert, paarweise zusammengebackenen Weizenbrötchen. Die Bedeutung von Fleisch in der chilenischen Küche spiegelt sich in einer großen Zahl von Sandwiches mit Steaks und Filets wider, vorwiegend vom Rind. Zwei der populäreren Sandwiches sind das Churrasco Italiano mit Avocado, Mayonnaise und Tomate, die an die Farben der italienischen Flagge erinnern, und das Barros Luco.

### Desserts und Gebäck
Generell ist Karamellsirup eine sehr weit verbreitete Füllung für Gebäck aller Art. Berlines sind Berliner mit Marmeladenfüllung, die durch deutsche Einwanderer in Chile populär wurden. Borrachitos sind kleine Küchlein, die in alkoholhaltigem Sirup getränkt werden und in ähnlicher Form auch in Mexiko populär sind. Calzones rotos (zerrissene Unterhosen) sind kleine, knusprig frittierte Backwaren mit Zitronen- oder Orangenaroma, die im chilenischen Winter gegessen werden. Zwei sich optisch ähnelnde Doppelkekse mit langer Tradition sind Chilenitos und Alfajores. Beide enthalten eine Cremefüllung (meist Dulce de leche), bei den Alfajores besteht der Keks aber aus weichem Mürbeteig, bei Chilenitos aus hartem Keks. Chilenitos werden oft mit einer Baisermasse umhüllt und heißen dann chilenitos con merengue. Conejitos sind dem Berliner ähnliche Hefegebäcke, die mit Vanillecreme gefüllt werden, aber nicht frittiert, sondern im Ofen gebacken werden. Cuchuflí sind lange, dünne Stangen aus Waffelteig, die mit Dulce de leche gefüllt oder mit Schokolade umhüllt werden können. Kuchen ist Obstkuchen, der auf deutsche Einwanderer zurückgeht. Die häufigste Variante ist kuchen de manzana, Apfelkuchen. Die auch in Europa gängigen (und von dort stammenden) Meringues werden in Chile oft mit Wein aromatisiert. Rosquillas sind gebackene Ringe aus Maisteig mit Anis. Der mit Sahne, Kondensmilch und gezuckerter Kondensmilch hergestellte Kuchen Tres leches ist auch in anderen spanischsprachigen Länderns Süd- und Mittelamerikas bekannt.

## Getränke
Wein wurde schon zu Beginn der Kolonialisierung in den 1530er-Jahren von christlichen Missionaren eingeführt. Anbau in signifikantem Umfang ist für die Region Santiago ab den 1550er-Jahren nachweisbar. Mitte des 19. Jahrhunderts wurden französische Rebsorten in Chile eingeführt, die die Grundlage der heutigen Qualitätsweine bilden. 2017 wurden auf über 100.000 Hektar Anbaufläche etwa 600 Millionen Liter Wein produziert, von denen knapp 5 % exportiert wurden. Chilenische Weine haben weltweit den besten Ruf unter den südamerikanischen Weinen. Navegado ist die chilenische Variante des Glühweins, ein Wintergetränk in Form eines mit Orangen, Zucker, Zimt und Nelken erhitzten Rotweins.
Bier ist populär in Chile und nimmt an Beliebtheit konstant zu; 2018 betrug der Pro-Kopf-Konsum 50 Liter im Jahr. Die industrielle Bierproduktion in Chile begann um 1850. Die beliebteste Biersorte ist Lagerbier, die beliebteste Marke ist „Cristal“ aus der Brauerei Compañía de Cervecerías Unidas mit (Stand 2014) fast 50 % Marktanteil.
Ein traditionelles Getränk der indigenen Völker Chiles ist das bierähnliche Chicha. Mote con huesillos ist ein alkoholfreies Erfrischungsgetränk, für das getrocknete Pfirsiche mit Zucker und Zimt gekocht und anschließend mit geschälten Weizenkörnern serviert werden. Pisco ist ein Traubenschnaps, der als Grundlage für den Pisco Sour dient, einen weltweit populären Cocktail der Sour-Kategorie.

## Galerie

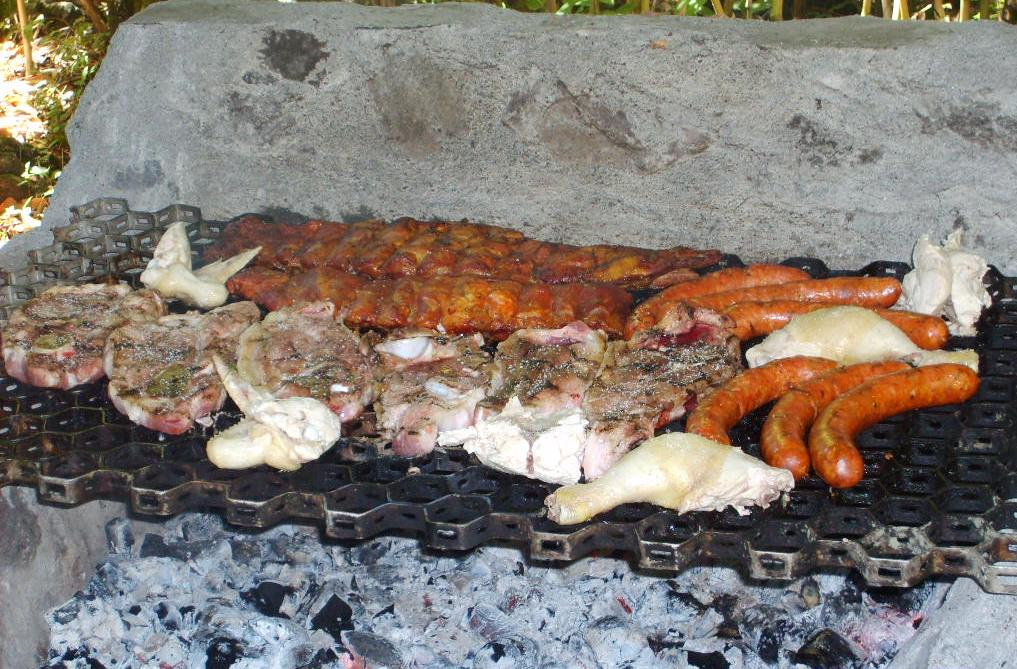
Asado
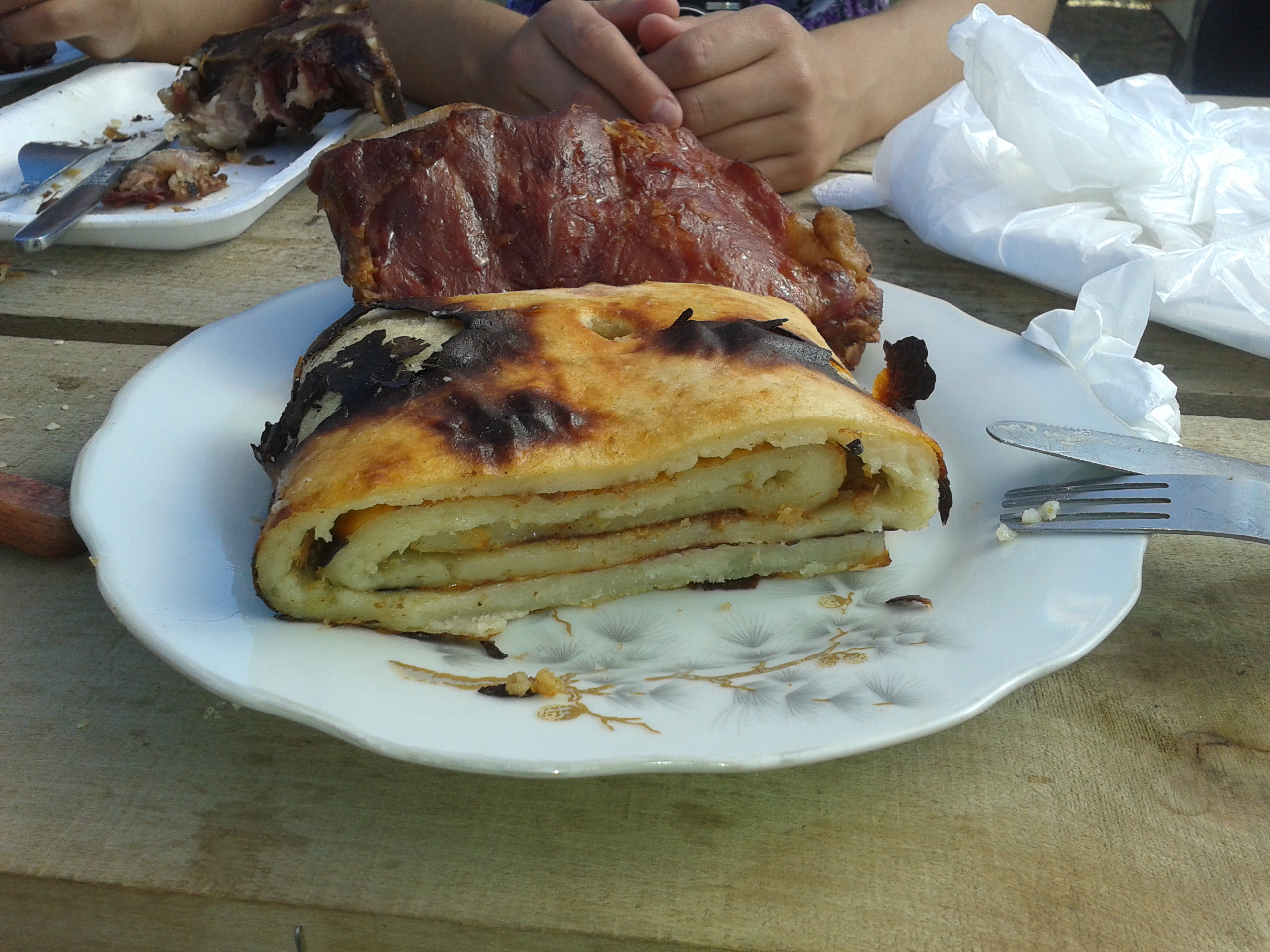
Chochoca
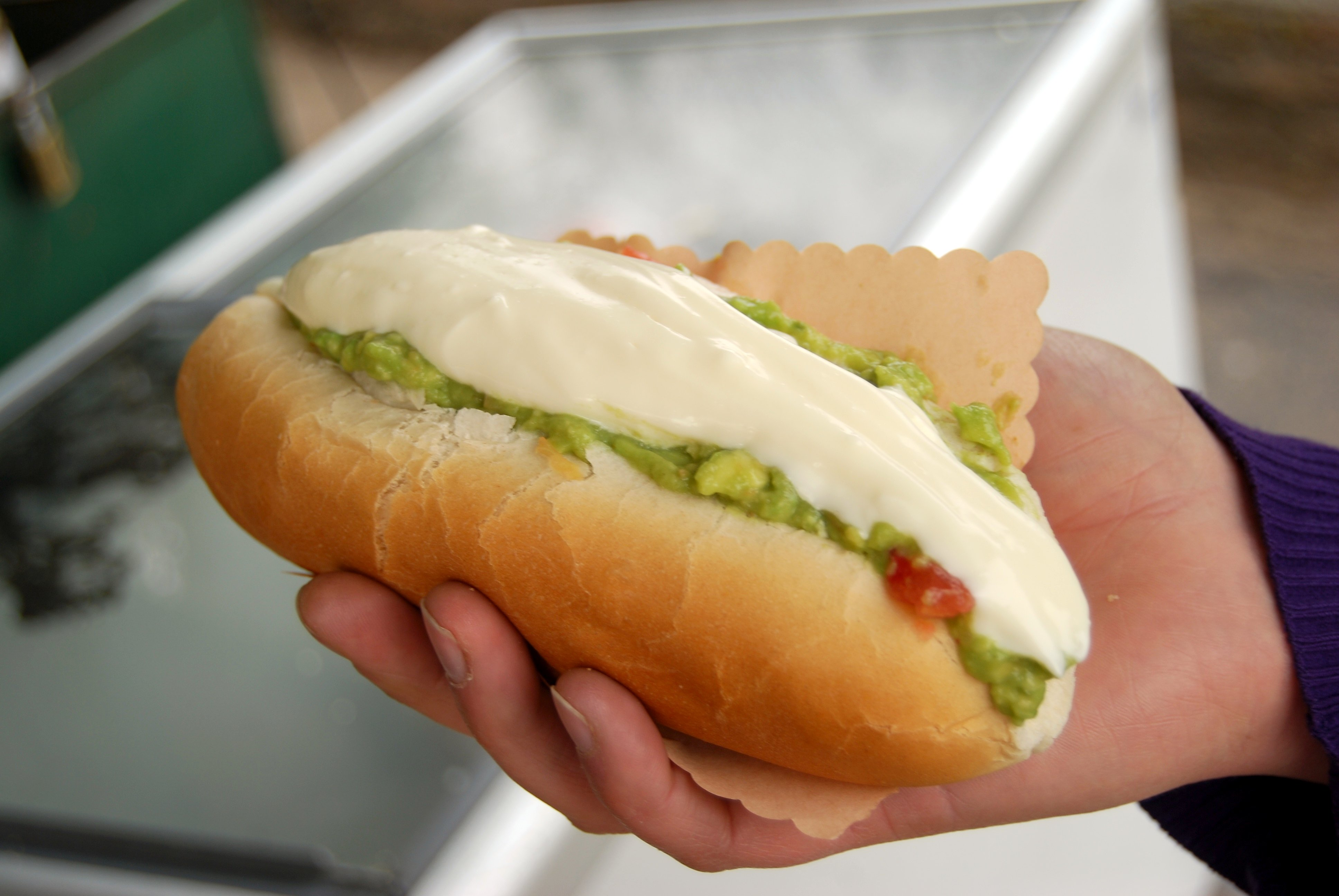
Completo Italiano
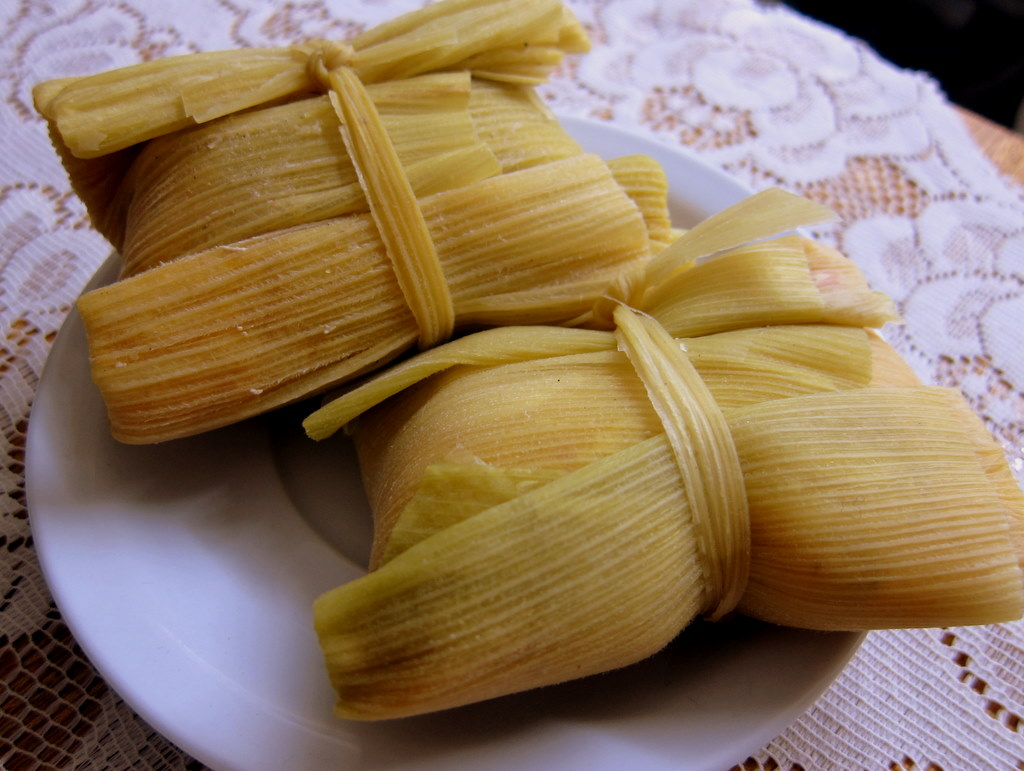
Humitas
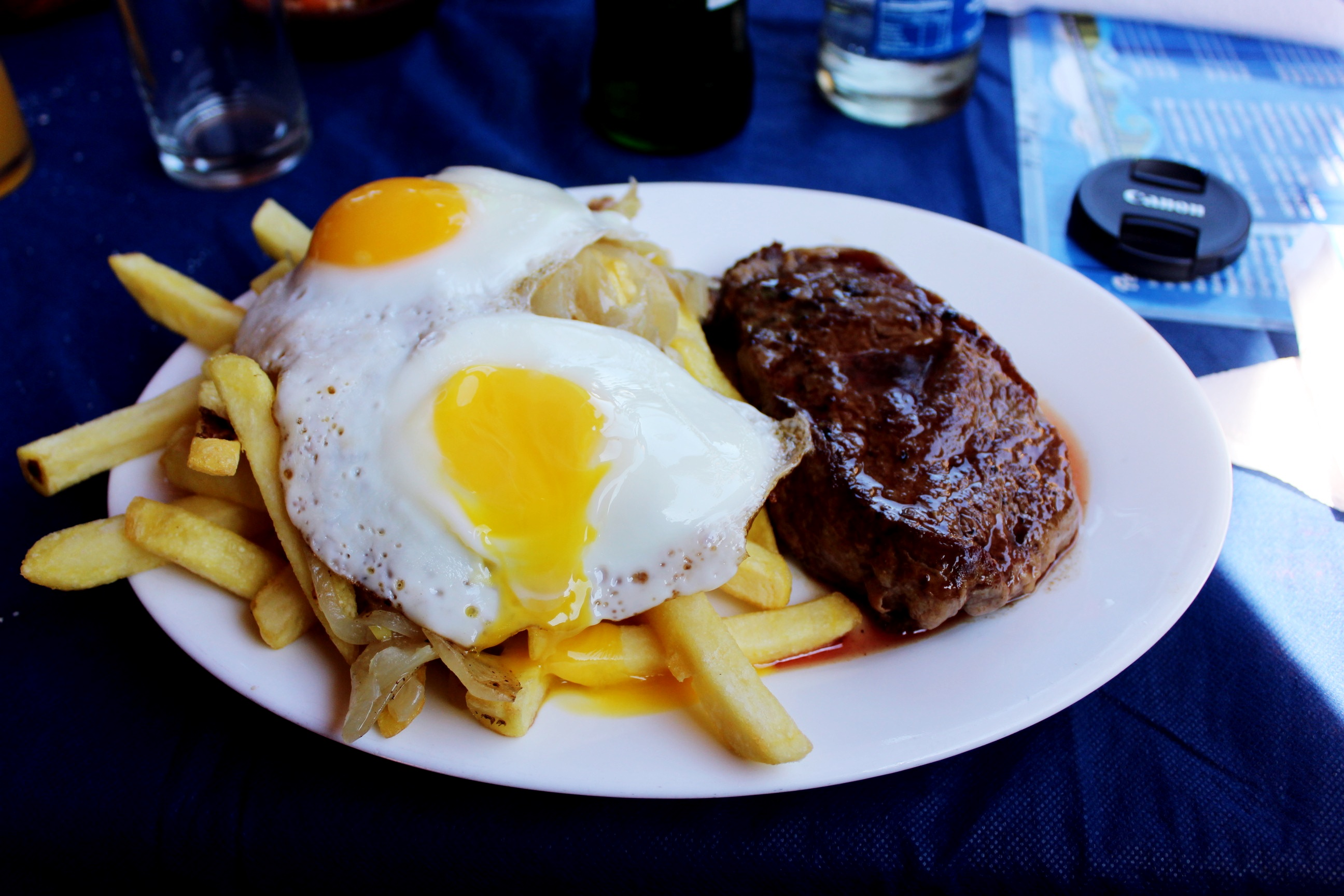
Lomo a lo pobre

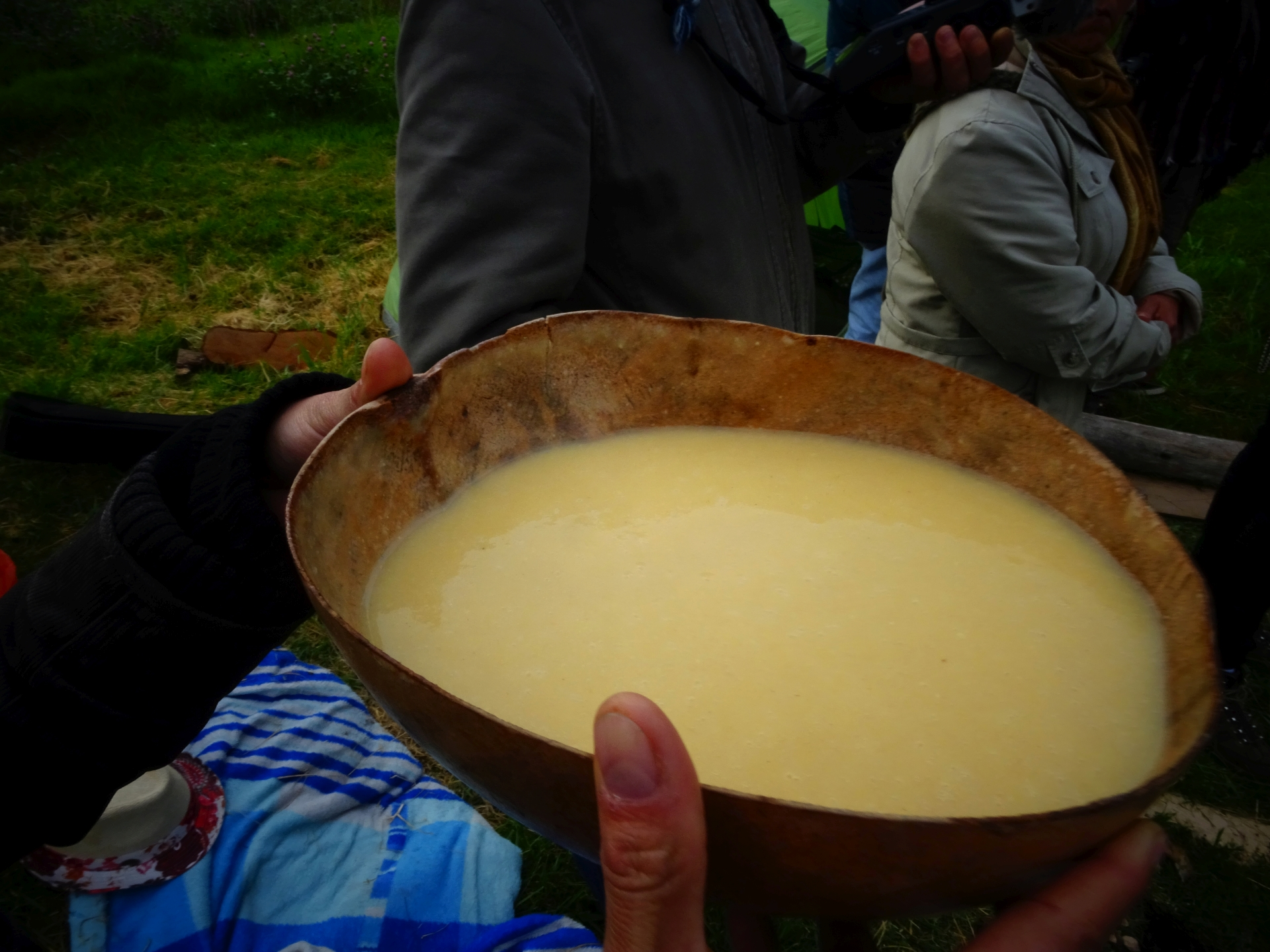
Chicha
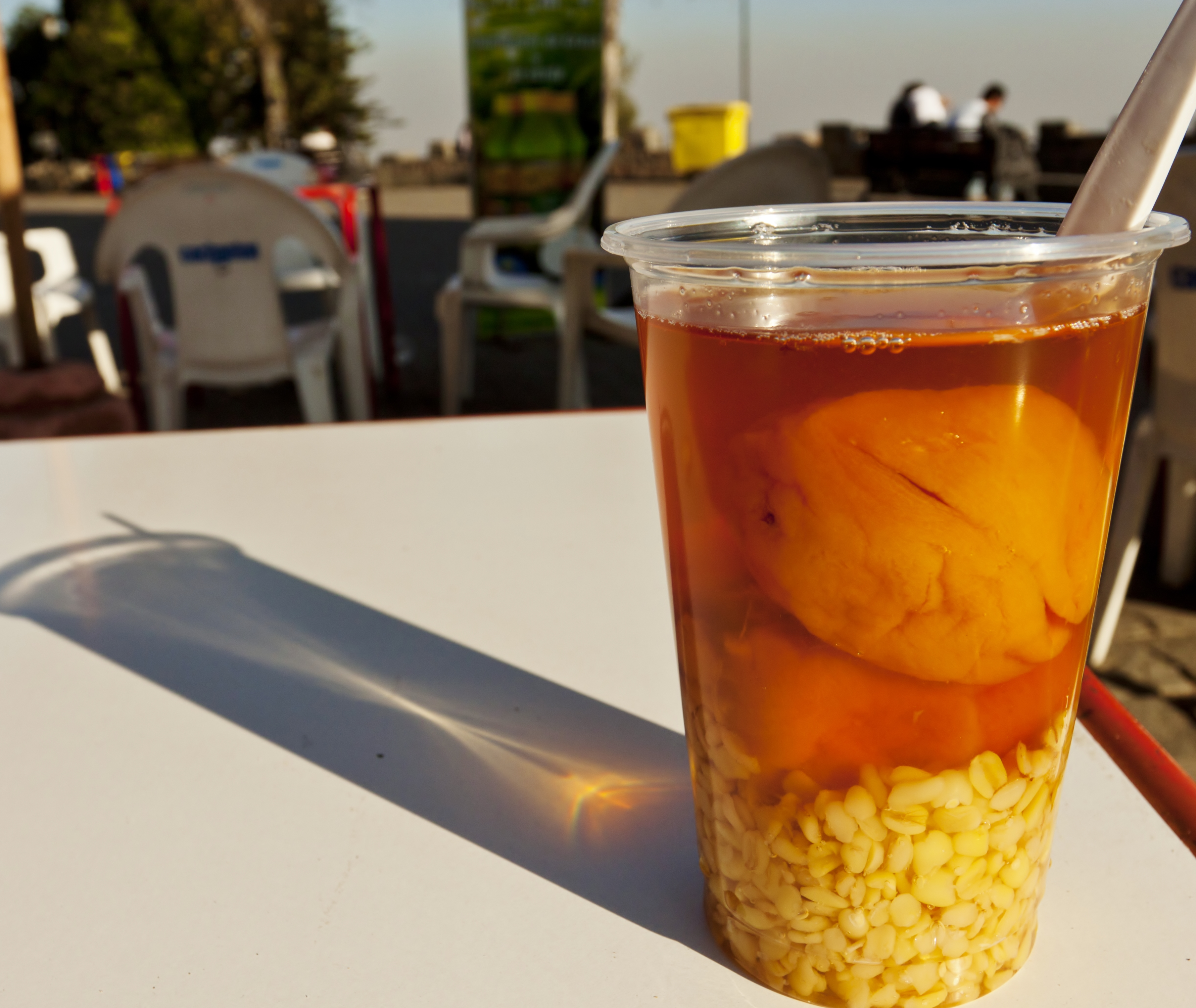
Mote con huesillos
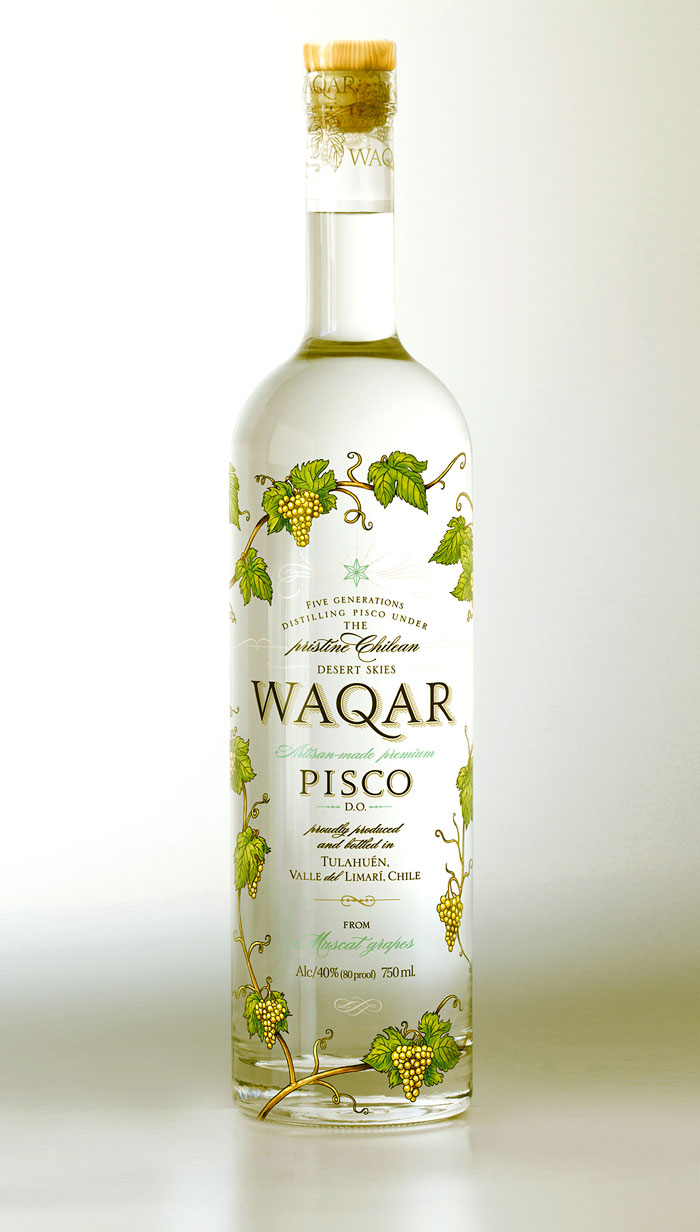
Pisco
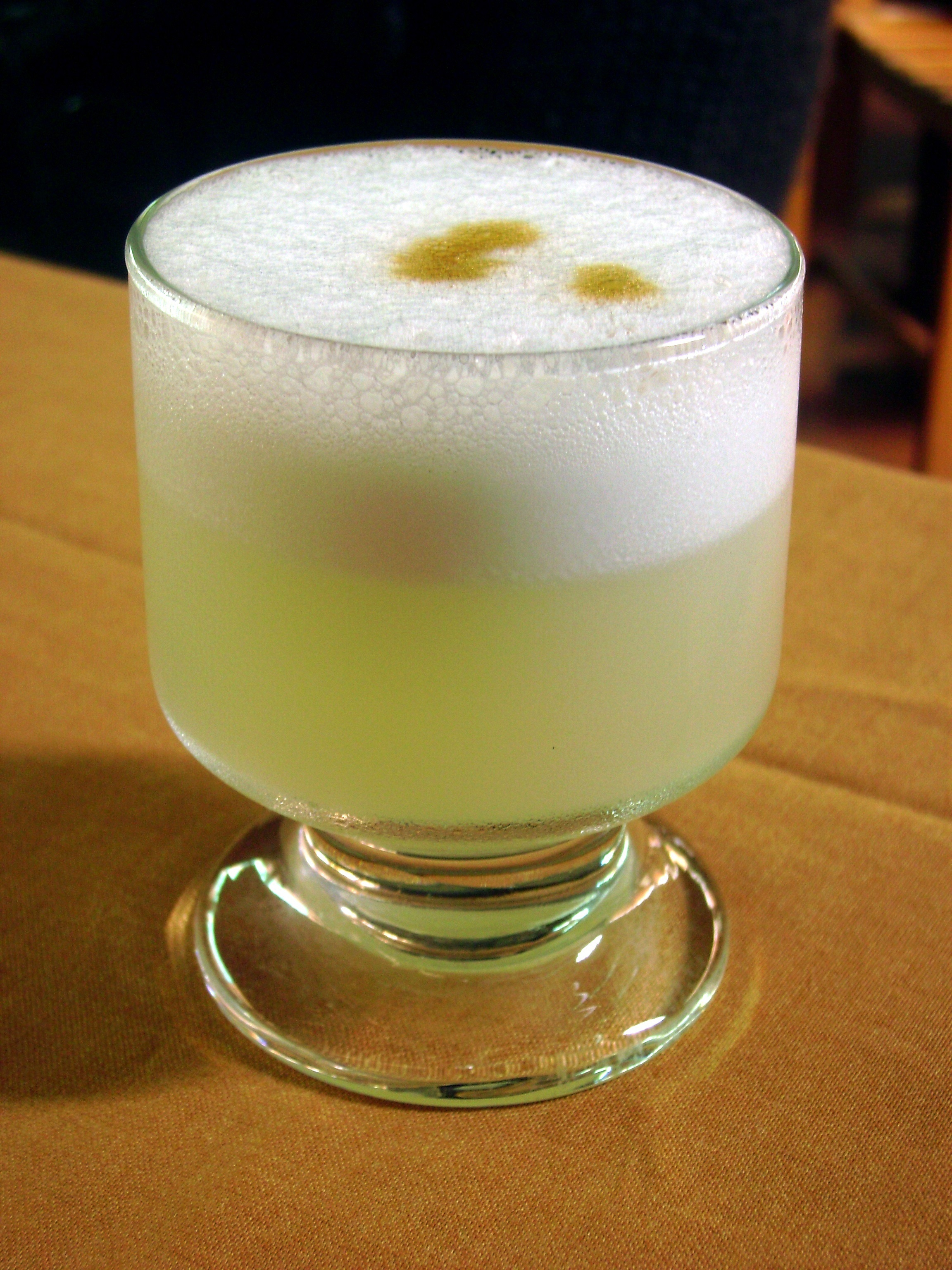
Pisco Sour
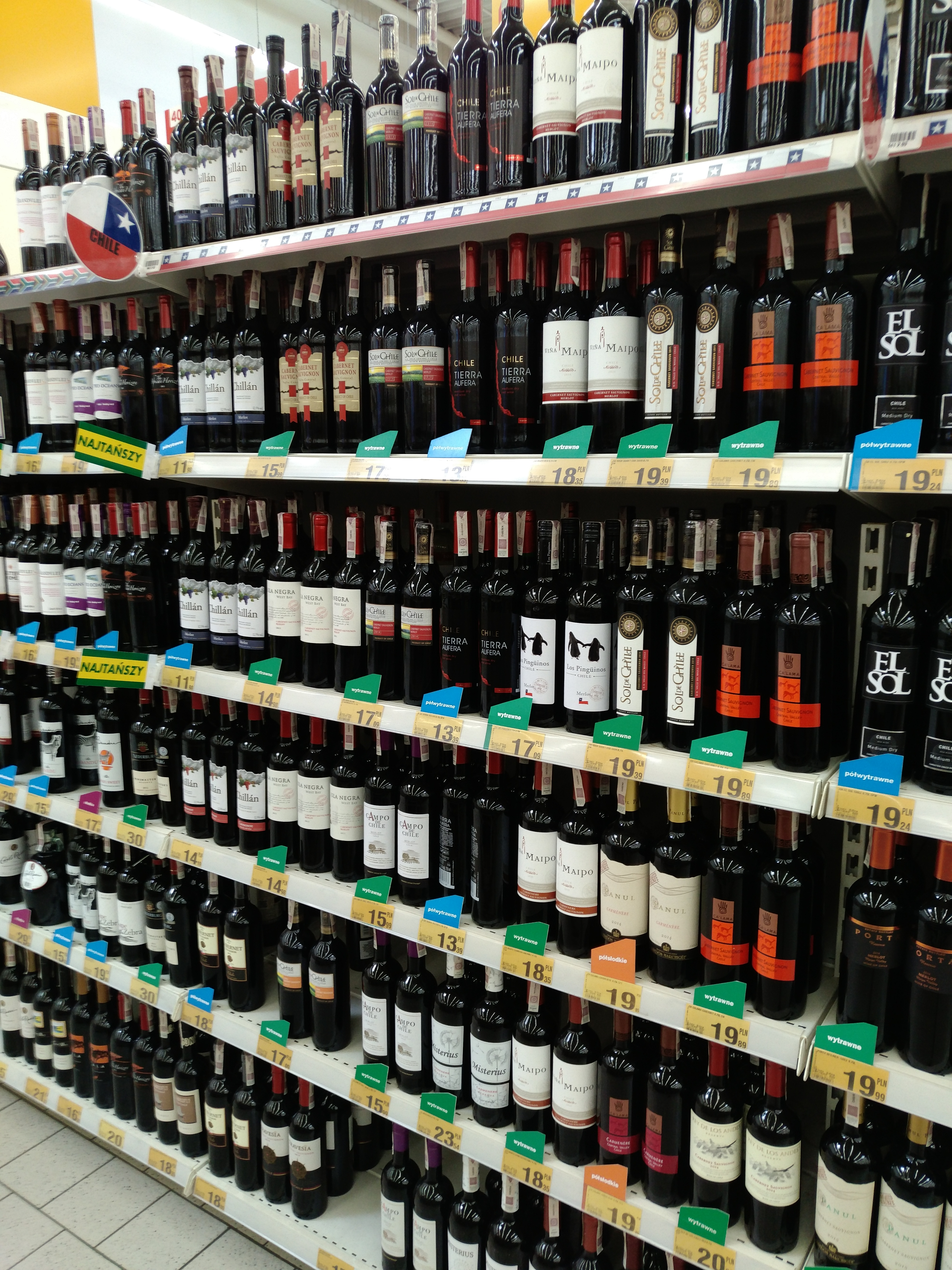
Chilenische Rotweine